# Canton d'Orchies
Le canton d'Orchies est une division administrative française, située dans le département du Nord et la région Hauts-de-France.
À la suite du redécoupage cantonal de 2014, les limites territoriales du canton sont remaniées. Le nombre de communes du canton passe de 9 à 16.

## Histoire
Par décret du 17 février 2014, le nombre de cantons du département est divisé par deux, avec mise en application aux élections départementales de mars 2015. Le canton d'Orchies est conservé et s'agrandit. Il passe de 9 à 16 communes.

## Représentation

### Conseillers d'arrondissement de 1833 à 1940
Le canton d'Orchies avait deux conseillers d'arrondissement au XIXeme siècle.
| Période | Période          | Identité                                            | Étiquette | Qualité |
| ------- | ---------------- | --------------------------------------------------- | --------- | --- |
| 1833    | 1845             | Augustin Guilbert-Estevez                           |           | Avocat, juge de paix à Orchies |
| 1833    | 1848             | Gilbert François Joseph Josson (1790-1868)          |           | Brasseur à Orchies |
| 1845    | 1848             | Henry Joseph Herbo                                  |           | Brasseur à Orchies |
|         |                  |                                                     |           | |
|         | 1882 (décès)     | Augustin André Josson (1827-1882, fils de G.Josson) |           | Avocat et notaire à Douai, né à Orchies                                                                                                   |
| 1882    |                  | Augustin Gilbert Édouard Josson (1855-1904)         | Droite    | Avocat, propriétaire à Orchies |
|         |                  |                                                     |           | |
| 1895    | 1900 (démission) | François Herbo                                      | Radical   | Maire d'Orchies (1886-1908) |
| 1901    | 1907             | Louis Albert Thiéry                                 | Libéral   | Médecin à Orchies |
| 1907    | 1910             | Victor Bonnet                                       | Radical   | Agriculteur, maire de Coutiches |
| 1910    | 1913             | Camille Verdavoir (1883-1945)                       | Radical   | Négociant en grains et agriculteur à Auchy                                                                                                |
| 1913    | 1937             | Guillaume des Rotours                               | FR        | Député du Nord (1919-1928), Député de la 5e circonscription de Lille (1928-1935), Sénateur du Nord (1935-1941) Maire d'Avelin (1919-1945) |
| 1937    | 1940             | Léon Delsart                                        | RG        | Agriculteur, maire de Nomain (1922-1944) Député (1932-1936) Maire du Catelet (Aisne) (1949-1958)                                          |
| 1940    |                  |                                                     |           | Les conseils d'arrondissement ont été suspendus par la loi du 12 octobre 1940 et n'ont jamais été réactivés                               |

### Conseillers généraux de 1833 à 2015
De 1833 à 1848, les cantons de Douai Ouest et d'Orchies avaient le même conseiller général. Le nombre de conseillers généraux était limité à 30 par département.
| Période                                  | Période      | Identité                                                | Étiquette                | Qualité |
| ---------------------------------------- | ------------ | ------------------------------------------------------- | ------------------------ | --- |
| 1833                                     | 1845         | Emmanuel Charles Alexandre Leroy de Béthune (1790-1861) |                          | Avocat à Douai, Conseiller général du Canton de Douai-Ouest (1833-1845). |
| 1845                                     | 1848         | Paul Danel                                              |                          | Avocat à Douai, Conseiller général du Canton de Douai-Ouest (1845-1873), Président du Conseil général du Nord (1850-1851) et (1860-1869). |
| 1848                                     | 1852         | Charles Desmoutiers                                     | Centre gauche            | Cultivateur, Député du Nord à l'Assemblée nationale constituante (1848-1849), Député de la 1re circonscription de Cambrai (1876-1877), Député de la 2e circonscription de Douai (1881-1885), Conseiller général du Canton de Pont-à-Marcq (1889-1895), Maire de Faumont. |
| 1852                                     | 1861         | Augustin Guilbert-Estevez                               | Majorité ministérielle   | Maire d'Orchies (1852-1866), ancien conseiller d'arrondissement Député du 5e collège électoral du Nord (Marchiennes) (1847-1848). |
| 1861                                     | 1868 (décès) | Alexandre des Rotours                                   | Majorité dynastique      | Raffineur, Maire d'Avelin, Député de la 3e circonscription du Nord (1863-1868). |
| 1868                                     | 1895 (décès) | Robert Eugène des Rotours (fils du précédent)           | Union des droites        | Député de la 3e circonscription du Nord (1868-1870), Député du Nord (1871-1876), Député de la 4e circonscription de Lille (1876-1895), Maire d'Avelin (1868-1888), Maire de Mérignies (1892-1895).                                                                       |
| 1895                                     | 1900 (décès) | Raoul des Rotours (fils du précédent)                   | Libéral                  | Conseiller de préfecture, Député de la 2e circonscription de Douai (1897-1900), Maire d'Avelin. |
| 1900                                     | 1910         | François Herbo                                          | Rad.                     | Maire d'Orchies (1886-1908). |
| 1910                                     | 1936 (décès) | Victor Bonnet                                           | FR-Rad.ind.              | Agriculteur, Maire de Coutiches. |
| 1937                                     | 1940         | Guillaume des Rotours (fils de Raoul des Rotours)       | Rad. ind                 | Député du Nord (1919-1928), Député de la 5e circonscription de Lille (1928-1935), Sénateur du Nord (1935-1941) Maire d'Avelin (1919-1945). |
|                                          |              |                                                         |                          | |
| 1945                                     | 1964         | Jules Emaillé                                           | MRP                      | Industriel Conseiller municipal de Saméon, Président du Conseil général du Nord (1955), Sénateur du Nord (1959-1965). |
| 1964                                     | 1972 (décès) | Albert Ricquier                                         | SFIO puis PS             | Maire de Beuvry-la-Forêt. |
| 1972                                     | 1989 (décès) | Géry Deffontaines                                       | DVD                      | Médecin Maire de Landas |
| 1989                                     | 1994         | Eugénie Deffontaines (épouse du précédent)              | Union pour le Nord (DVD) | |
| 1994                                     | 2015         | Jean-Luc Detavernier                                    | Union pour le Nord (DVD) | Consultant juridique Maire d'Aix Suppléant du député Thierry Lazaro |
| Les données manquantes sont à compléter. |              |                                                         |                          | |

### Conseillers départementaux depuis 2015
| Période élective | Période élective | Mandat | Mandat   | Identité                              | Nuance | Nuance | Qualité |
| ---------------- | ---------------- | ------ | -------- | ------------------------------------- | ------ | ------ | --- |
| 2015             | 2021             | 2015   | 2021     | Jean Luc Detavernier                  |        | DVD    | Maire d'Aix (1989-2020) |
| 2015             | 2021             | 2015   | 2021     | Marie-Hélène Quatreboeufs-Niklikowski |        | LR     | Chargée des relations publiques et institutionnelles Conseillère municipale de Douai (démissionnaire) Conseillère municipale de Faumont depuis mai 2020 |
| 2021             | 2028             | 2021   | en cours | Jean Luc Detavernier                  |        | DVD    | Conseiller sortant Vice-Président du conseil départemental (ressources humaines)                                                                        |
| 2021             | 2028             | 2021   | en cours | Marie-Hélène Quatreboeufs-Niklikowski |        |        | Conseillère sortante |

### Résultats détaillés

#### Élections de mars 2015
À l'issue du 1er tour des élections départementales de 2015, deux binômes sont en ballottage : Suzanne Bisiaux et Victor Guérin (FN, 33,51 %) et Jean Luc Detavernier et Marie-Hélène Quatreboeufs-Niklikowski (Union de la Droite, 30 %). Le taux de participation est de 51,56 % (20 844 votants sur 40 427 inscrits) contre 46,81 % au niveau départemental et 50,17 % au niveau national.
Au second tour, Jean Luc Detavernier et Marie-Hélène Quatreboeufs-Niklikowski (Union de la Droite) sont élus avec 59,23 % des suffrages exprimés et un taux de participation de 50,2 % (10 809 voix pour 20 295 votants et 40 428 inscrits).

#### Élections de juin 2021
Le premier tour des élections départementales de 2021 est marqué par un très faible taux de participation (33,26 % au niveau national). Dans le canton d'Orchies, ce taux de participation est de 33,79 % (14 009 votants sur 41 459 inscrits) contre 30,39 % au niveau départemental. À l'issue de ce premier tour, deux binômes sont en ballottage : Jean Luc Detavernier et Marie-Hélène Quatreboeufs-Niklikowski (Union à droite, 38,52 %) et Jean-Michel Desmadrille et Nicole Gillon (RN, 23,95 %).
Le second tour des élections est marqué une nouvelle fois par une abstention massive équivalente au premier tour. Les taux de participation sont de 34,36 % au niveau national, 31,01 % dans le département et 33,69 % dans le canton d'Orchies. Jean Luc Detavernier et Marie-Hélène Quatreboeufs-Niklikowski (Union à droite) sont élus avec 70,1 % des suffrages exprimés (8 971 voix pour 13 972 votants et 41 474 inscrits),,.

## Composition

### Composition avant 2015

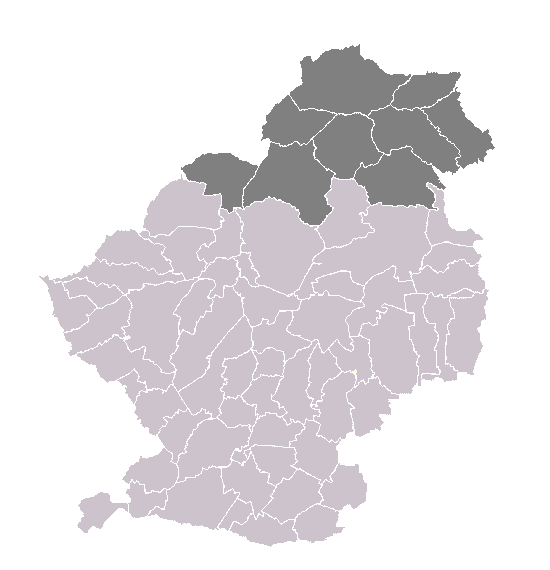
Canton d'Orchies dans son arrondissement avant 2015.

Le canton d'Orchies regroupait neuf communes.
| Nom                 | Code Insee | Codepostal | Superficie (km2) | Population (dernière pop. légale) | Densité (hab./km2) |
| ------------------- | ---------- | ---------- | ---------------- | --------------------------------- | ------------------ |
| Orchies (chef-lieu) | 59449      | 59310      | 10,92            | 8 196 (2012)                      | 751                |
| Aix-en-Pévèle       | 59004      | 59310      | 6,55             | 1 124 (2012)                      | 172                |
| Auchy-lez-Orchies   | 59029      | 59310      | 7,79             | 1 504 (2012)                      | 193                |
| Beuvry-la-Forêt     | 59080      | 59310      | 12,52            | 2 756 (2012)                      | 220                |
| Coutiches           | 59158      | 59310      | 16,34            | 2 852 (2012)                      | 175                |
| Faumont             | 59222      | 59310      | 9,58             | 2 127 (2012)                      | 222                |
| Landas              | 59330      | 59310      | 11,95            | 2 388 (2012)                      | 200                |
| Nomain              | 59435      | 59310      | 19,11            | 2 470 (2012)                      | 129                |
| Saméon              | 59551      | 59310      | 8,82             | 1 547 (2012)                      | 175                |

### Composition depuis 2015
À la suite du redécoupage cantonal de 2014 défini par la loi du 17 mai 2013, le canton comprend désormais seize communes entières.
| Nom                             | Code Insee | Intercommunalité     | Superficie (km2) | Population (dernière pop. légale) | Densité (hab./km2) | Modifier                                    |
| ------------------------------- | ---------- | -------------------- | ---------------- | --------------------------------- | ------------------ | ------------------------------------------- |
| Orchies (bureau centralisateur) | 59449      | CC Pévèle Carembault | 10,92            | 8 390 (2022)                      | 768                | modifier les données · modifier les données |
| Aix-en-Pévèle                   | 59004      | CC Pévèle Carembault | 6,55             | 1 348 (2022)                      | 206                | modifier les données · modifier les données |
| Anhiers                         | 59007      | CA Douaisis Agglo    | 1,71             | 895 (2022)                        | 523                | modifier les données · modifier les données |
| Auby                            | 59028      | CA Douaisis Agglo    | 7,12             | 7 171 (2022)                      | 1 007              | modifier les données · modifier les données |
| Auchy-lez-Orchies               | 59029      | CC Pévèle Carembault | 7,79             | 1 542 (2022)                      | 198                | modifier les données · modifier les données |
| Beuvry-la-Forêt                 | 59080      | CC Pévèle Carembault | 12,52            | 2 852 (2022)                      | 228                | modifier les données · modifier les données |
| Bouvignies                      | 59105      | CC Pévèle Carembault | 8,70             | 1 564 (2022)                      | 180                | modifier les données · modifier les données |
| Coutiches                       | 59158      | CC Pévèle Carembault | 16,34            | 3 341 (2022)                      | 204                | modifier les données · modifier les données |
| Faumont                         | 59222      | CA Douaisis Agglo    | 9,58             | 2 255 (2022)                      | 235                | modifier les données · modifier les données |
| Flines-lez-Raches               | 59239      | CA Douaisis Agglo    | 19,22            | 5 677 (2022)                      | 295                | modifier les données · modifier les données |
| Landas                          | 59330      | CC Pévèle Carembault | 11,95            | 2 482 (2022)                      | 208                | modifier les données · modifier les données |
| Nomain                          | 59435      | CC Pévèle Carembault | 19,11            | 2 618 (2022)                      | 137                | modifier les données · modifier les données |
| Râches                          | 59486      | CA Douaisis Agglo    | 4,87             | 2 644 (2022)                      | 543                | modifier les données · modifier les données |
| Raimbeaucourt                   | 59489      | CA Douaisis Agglo    | 11,08            | 4 012 (2022)                      | 362                | modifier les données · modifier les données |
| Roost-Warendin                  | 59509      | CA Douaisis Agglo    | 7,16             | 5 966 (2022)                      | 833                | modifier les données · modifier les données |
| Saméon                          | 59551      | CC Pévèle Carembault | 8,82             | 1 722 (2022)                      | 195                | modifier les données · modifier les données |
| Canton d'Orchies                | 5931       |                      | 163,44           | 54 479 (2022)                     | 333                | modifier les données                        |

## Démographie

### Démographie avant 2015

#### Évolution démographique
| 1962   | 1968   | 1975   | 1982   | 1990   | 1999   | 2006   | 2011   | 2012   |
| ------ | ------ | ------ | ------ | ------ | ------ | ------ | ------ | ------ |
| 16 664 | 16 564 | 16 658 | 17 539 | 20 534 | 22 502 | 24 283 | 24 815 | 24 964 |

#### Pyramide des âges
Comparaison des pyramides des âges du Canton d'Orchies et du département du Nord en 2006
| Hommes | Classe d’âge   | Femmes |
| ------ | -------------- | ------ |
| 0,2    | 90 ans et plus | 0,8    |
| 4      | 75 à 89 ans    | 7,3    |
| 9,6    | 60 à 74 ans    | 10,8   |
| 21,7   | 45 à 59 ans    | 20     |
| 23     | 30 à 44 ans    | 22,9   |
| 19,1   | 15 à 29 ans    | 18,1   |
| 22,3   | 0 à 14 ans     | 20,1   |

| Hommes | Classe d’âge   | Femmes |
| ------ | -------------- | ------ |
| 0,2    | 90 ans et plus | 0,8    |
| 4,3    | 75 à 89 ans    | 7,9    |
| 10,3   | 60 à 74 ans    | 11,9   |
| 19,7   | 45 à 59 ans    | 19,4   |
| 21,1   | 30 à 44 ans    | 20,1   |
| 22,6   | 15 à 29 ans    | 21     |
| 21,6   | 0 à 14 ans     | 19     |

### Démographie depuis 2015
En 2022, le canton comptait 54 479 habitants, en évolution de +0,81 % par rapport à 2016 (Nord : +0,51 %, France hors Mayotte : +2,11 %).
| 2013   | 2018   | 2022   |
| ------ | ------ | ------ |
| 53 423 | 54 251 | 54 479 |